# Stubbdynlav
Stubbdynlav (Micarea melaena) är en lavart som först beskrevs av William Nylander och fick sitt nu gällande namn av Teodor Hedlund. 
Stubbdynlav ingår i släktet Micarea och familjen Pilocarpaceae.  Arten är reproducerande i Sverige. Inga underarter finns listade i Catalogue of Life.